# Я
Я, яは、キリル文字のひとつ。鼻母音 Ѧ の筆記体から作られた文字であり、1708年のピョートル1世の文字改革により独立した文字となった。ラテン文字の R とは全く関係のない文字である。

## 呼称
- ウクライナ語：ヤー；非円唇後舌広母音
- キルギス語：ヤー
- ロシア語：ヤー

## 音価
原則として /ja/ を表す。
- ロシア語モスクワ方言では強勢のない時 /ji/ になる。

## アルファベット上の位置
ロシア語の第33字母、ウクライナ語の第33字母、ブルガリア語の第30字母、ベラルーシ語の第32字母であり、これらの言語の表記体系における最後の字母である。

## Я に関わる諸事項
- 前述の通りラテン文字の R とはほぼ線対称というのみの関係のない文字である（ラテン文字のEと日本語の片仮名文字であるヨに関連性が無いのと同じ）。
- ロシア語では、この文字一文字は英語の「I」と同じ意味の語（一人称単数主格）である（英語と異なり、小文字でも表記される）。
- ロシア語では、常に硬音である ж, ш, ц , 常に軟音である ч, щ, 軟口蓋音の г, к, хの後ろには外来語を除いて来ない（これは цы を除いてЫ, Юも同じ）。しかし、ц と同じ音価を表す тс, тьс の後ろに来たときは/tsə/と発音される。これは再帰動詞化の接尾辞 ся が т, ть で終わる動詞に結合された場合に現れる。
- セルビア語、マケドニア語では用いられない。
- 過去に同じ音を持った字には他に Ꙗ がある。
- ロゴタイプなどでは、ラテン文字における R の鏡文字として扱われることがある（偽キリル文字）。代表的なものとしてはテトリスシリーズでアタリ版のロゴやBPS版のモード上におけるロゴなどではロシアらしさを醸し出す目的で敢えて「TETЯIS」の表記としている。三菱・RVR（自動車の車種）のロゴは「ЯVR」と表記されている。また、米国発祥の玩具店であるトイザらスのロゴも子供が書いた誤字を図案化することや、“Я”そのものが実在するキリル文字であることも踏まえて「ToysЯus」となっている。
例 :
  - しЯ ← JR
  - Яock ← Rock

  - アルベルト・アインシュタインは、R の大文字を生涯鏡文字で書き続けた。

## 符号位置
| 大文字 | Unicode | JIS X 0213 | 文字参照        | 小文字 | Unicode | JIS X 0213 | 文字参照        | 備考 |
| ------ | ------- | ---------- | --------------- | ------ | ------- | ---------- | --------------- | ---- |
| Я      | U+042F  | 1-7-33     | &#x42F; &#1071; | я      | U+044F  | 1-7-81     | &#x44F; &#1103; |      |